# ریکاردو روسینی
ریکاردو روسینی (انگلیسی: Riccardo Rossini؛ زادهٔ ۸ نوامبر ۱۹۹۳) بازیکن فوتبال اهل ایتالیا است.